# Loreclezole
Loreclezole là một thuốc an thần và thuốc chống co giật mà hoạt động như một GABA <sub id="mwCQ">Một</sub> thụ thể dương tính allosteric điều biến. Vị trí liên kết của loreclezole đã được chứng minh bằng thực nghiệm được chia sẻ bởi axit valerenic, một chiết xuất của rễ cây Nữ lang. Về mặt cấu trúc, loreclezole là một dẫn xuất triazole. Trong các mô hình động kinh động vật, loreclezole bảo vệ chống co giật pentylenetetrazol nhưng ít hoạt động hơn trong thử nghiệm sốc điện tối đa. Ngoài ra, ở liều thấp, không độc hại, thuốc có hoạt tính chống vắng mặt trong một mô hình di truyền của bệnh động kinh vắng mặt tổng quát. Do đó, loreclezole có một hồ sơ hoạt động tương tự như của các loại thuốc benzodiazepin. Một tương tác tiềm năng giống như benzodiazepine với các thụ thể GABA được đề xuất bởi quan sát rằng tác dụng chống co giật của loreclezole có thể được đảo ngược bởi các chất chủ vận đảo ngược thụ thể benzodiazepine. Tuy nhiên, chất đối kháng benzodiazepine flumazenil không làm thay đổi hoạt tính chống co giật của loreclezole, chỉ ra rằng loreclezole không phải là chất chủ vận thụ thể benzodiazepine. Sử dụng chuột bản địa và thụ thể GABA-A nhân bản vô tính, loreclezole dòng chloride hoạt hóa mạnh GABA. Tuy nhiên, hoạt động của thuốc không cần có sự hiện diện của tiểu đơn vị and và không bị chặn bởi flumazenil, xác nhận rằng loreclezole không tương tác với vị trí nhận biết benzodiazepine.